# William Montgomery Gardner

William Montgomery Gardner

William Montgomery Gardner (* 8. Juni 1824 in Augusta, Georgia; † 16. Juni 1901 in Memphis, Tennessee) war Offizier des US-Heeres und Brigadegeneral der Konföderierten Staaten von Amerika im Sezessionskrieg.

## Leben
Gardner wurde 1824 in Georgia geboren. Nach seiner normalen Schulausbildung besuchte er die Militärakademie in West Point, New York, die er 1846 als 55. seines Jahrgangs erfolgreich abschloss. Anschließend diente er als Leutnant im 1. US Infanterie-Regiment, das zum gleichen Zeitpunkt als Verstärkung im Mexikanisch-Amerikanischen Krieg in Marsch gesetzt wurde. Hier nahm er an der Belagerung von Vera Cruz, Mexiko, sowie den Schlachten um Contreras und Churubusco teil, wo er mehrfach verwundet wurde. Für seine Tapferkeit ausgezeichnet, wurde er vorzeitig zum Oberleutnant befördert. Nach dem Krieg diente er als Hauptmann im regulären US-Heer in verschiedenen Grenzgebieten und nahm an mehreren Erkundungsexpeditionen teil.
Als Georgia sich im Rahmen der Sezession von der Union löste, quittierte Gardner am 19. Januar 1861 den Dienst und wurde stellvertretender Kommandeur des 8. Georgia Infanterie-Regiments mit dem Dienstgrad Oberstleutnant. Mit dem Regiment nahm Gardner am 21. Juli 1861 an der Ersten Schlacht von Manassas im Prince William County, Virginia teil und wurde schwer verwundet. Am gleichen Tag wurde er zum Oberst befördert.
Am 14. November 1861 wurde Gardner zum Brigadegeneral befördert und bekam das Kommando über den mittleren Distrikt von Florida übertragen. Dieses Kommando behielt er bis zum November 1863. Am 26. Juli 1864 übernahm er das Kommando über die Militärgefängnisse östlich des Mississippi, und von März bis April 1865 war er Stadtkommandant von Richmond, Virginia.
Nach dem Bürgerkrieg ging Gardner zurück nach Augusta, lebte dann in Rome, Georgia, hatte verschiedene Anstellungen und zog schließlich zu seinem Sohn nach Memphis, Tennessee, wo er 1901 verstarb.